# Uzovnica
Uzovnica (en serbe cyrillique : Узовница) est un village de Serbie situé dans la municipalité de Ljubovija, district de Mačva. Au recensement de 2011, il comptait 735 habitants.

## Démographie

### Évolution historique de la population
| 1948  | 1953  | 1961  | 1971  | 1981 | 1991 | 2002 | 2011 |
| ----- | ----- | ----- | ----- | ---- | ---- | ---- | ---- |
| 1 255 | 1 324 | 1 239 | 1 050 | 979  | 990  | 914  | 735  |

|  |